# At-Talaq
At-Talaq (arabisch الطلاق aṭ-Ṭalāq ‚Die Entlassung‘) ist die 65. Sure des Korans, sie enthält 12 Verse. Sie wurde in Medina verkündet, der Titel bezieht sich auf den Inhalt der ersten sieben Verse.
Die Sure zerfällt in zwei inhaltlich deutlich unterschiedliche Abschnitte. Der erste Teil mit den Versen 1–7 behandelt die namensgebende „Entlassung“, das bedeutet die Scheidung. Diese Verse sind eine Ergänzung zu den entsprechenden Bestimmungen der Sure 2,226 ff., in denen unter anderem die Wartezeit (Idda عدة) der Frau nach der Scheidung festgelegt wird. Sowohl für die Trennung als auch für die Rückkehr der Frau werden „zwei gerechte Leute von euch zu Zeugen“ benötigt. Der zweite Abschnitt ab Vers 8 spricht von den Städten, die gegen den Gesandten Gottes rebellierten, und von ihrer Bestrafung. Dies kann als Vorankündigung des endzeitlichen Gerichts verstanden werden.